# سامی ویدال
سامی ویدال (انگلیسی: Sammy Vidal؛ زادهٔ ۲۸ ژوئن ۱۹۹۶) بازیکن فوتبال است.
از باشگاه‌هایی که در آن بازی کرده‌است می‌توان به باشگاه فوتبال ستاره سرخ اشاره کرد.